# 엘리자베스 레일
엘리자베스 딘 레일(영어: Elizabeth Dean Lail, 1992년 3월 25일 ~ )은 미국의 배우이다. 드라마 《원스 어폰 어 타임》(2014)에 《겨울왕국》의 안나 역으로 출연했다.

## 출연 작품

### 텔레비전
- 원스 어폰 어 타임 (2014) - 안나 역
- 데드 오브 서머 (2016)
- 블랙리스트 (2017)
- 굿 파이트 (2018)
- 너의 모든 것 (2018-19, 2023, 2025)
- 가십걸 (2021)
- 로봇 치킨 (2022) - 목소리

### 영화
- 카운트다운 (2019) - 퀸 해리스 역
- 프레디의 피자가게 (2023)